# تانک بی‌تی
تانک‌های BT (به روسی: Быстроходный танк (БТ)، تانک Bystrokhodny، سبک. «تانک سریع») یک سری از تانک‌های نیروی زرهی شوروی سابق بود که در تعداد زیادی بین ۱۹۳۲ و۱۹۴۱ تولید شده‌است.
آنها نیروی زرهی سبک بودند، اما تانک خوبی برای زمان خود بود، و تحرک بسیار بهتری نسبت به دیگر تانک‌های طراحی شده معاصر خود داشتند.